# Pariaguán
Pariaguán – miasto na północy Wenezueli w stanie Anzoátegui. Zostało założone w 1744 roku.

## Demografia
Miasto według spisu powszechnego 21 października 2001 roku liczyło 28 501, 30 października 2011 ludność Pariaguán wynosiła 36 757 .

## Dzielnice
- Sector Agua Clarita
- Sector Francisco de Miranda
- Sector OCV
- Sector Barrio Sucre